# Gharibdżanjan
Gharibdżanjan – wieś w Armenii, w prowincji Szirak. W 2011 roku liczyła 1055 mieszkańców.